# Franjo Kajfež
Franjo Kajfež (Martijanec kraj Ludbrega, 15. listopada 1936. – Zagreb, 23. travnja 2004.), hrvatski kemičar, farmaceut i visoki državni dužnosnik

## Životopis
Rođen u Martijancu u siromašnoj obitelji. U Zagrebu je diplomirao Tehnološkome fakultetu, a doktorirao je na istom fakultetu. Bio je profesor na zagrebačkoj Kemijsko-tehnološkoj školi. Radio je u tvornici PLIVA u Zagrebu, desetak godina bio je ravnatelj Instituta tvornice lijekova u slovenskome Novome Mestu te desetak godina direktor Razvoja i istraživanja tvrtke CRC u Švicarskoj. Bavio se sintezom organskih spojeva, posebno kemijom lijekova. Vlasnik je 68 patenata u proizvodnji lijekova, od kojih je najpoznatiji Apaurin.
Nakon osamostaljenja Hrvatske ulazi u politiku. Bio je ministar industrije, brodogradnje i energetike (1992. – 93.), član Vijeća za strategiju razvitka Hrvatske 1992., prvi župan Krapinsko-zagorske županije (1993. – 95.), član Vijeća za unutarnju politiku, nacionalnu sigurnost i oružane snage. Bio je jedan od najbližih suradnika prvog hrvatskog predsjednika dr Franje Tuđmana kojem je bio službeni savjetnik za lokalnu samoupravu i tehnološki razvoj (1995. – 2000.). Na izborima 2001. godine za Općinsko vijeće Zagorska Sela bio je nositelj stranačke liste HDZ-a.
U Zagorskim Selima osnovao je farmaceutsku tvrtku MILABO. Restaurirao je dvorac Miljanu u Hrvatskome zagorju. Vlasnik građanske vileu u Alagovićevoj ulici u Zagrebu, djelo poznatog arhitekta Stjepana Planića. Član newyorške Akademije znanosti, Američkog kemijskog društva i Američkog farmaceutskog društva.

## Nagrade
Dobio nagrade:
- Nagrada Boris Kidrič za inovacije 1972.
- Red kneza Trpimira s ogrlicom i Danicom
- Red Danice hrvatske s likom Nikole Tesle
- Red hrvatskog trolista
- Spomenica Domovinskog rata
- Spomenica Domovinske zahvalnosti

## Vanjske poveznice
- Narod.hr 23. travnja 2004. umro Franjo Kajfež – znanstvenik koji je svijetu podario lijek apaurin
- Franjo Kajfež Hrvatska tehnička enciklopedija, portal hrvatske tehničke baštine. LZMK